# 折獄龜鑑補
《折獄龜鑑補》于清朝光緒年間胡文炳所匯輯，為承繼宋朝政和年間鄭克所匯編的《折獄龜鑑》一書加以補編延續而成。內容主要搜輯歷朝歷代的各種刑事、民事等案件，及其定奪之記錄。全書六卷，719則，約26萬字。內文分犯義（卷一）、犯奸“上下”（卷二，卷三）、犯盜（卷四）、雜犯“上下”（卷五，卷六）。

## 刊本
《折獄龜鑑補》版本有: 
- 光緒四年（1878年）蘭石齋刊《折獄龜鑑補》六卷本
- 2006年北京大學出版社《折獄龜鑑補譯註》

## 註解
1. ↑  《折獄龜鑑補譯註》,北京大學出版社，2006年

## 外部連結
- 中央研究院漢籍電子文獻 （页面存档备份，存于）
- 中央研究院歷史語言研究所 （页面存档备份，存于）